# Cánticos de Ascensión

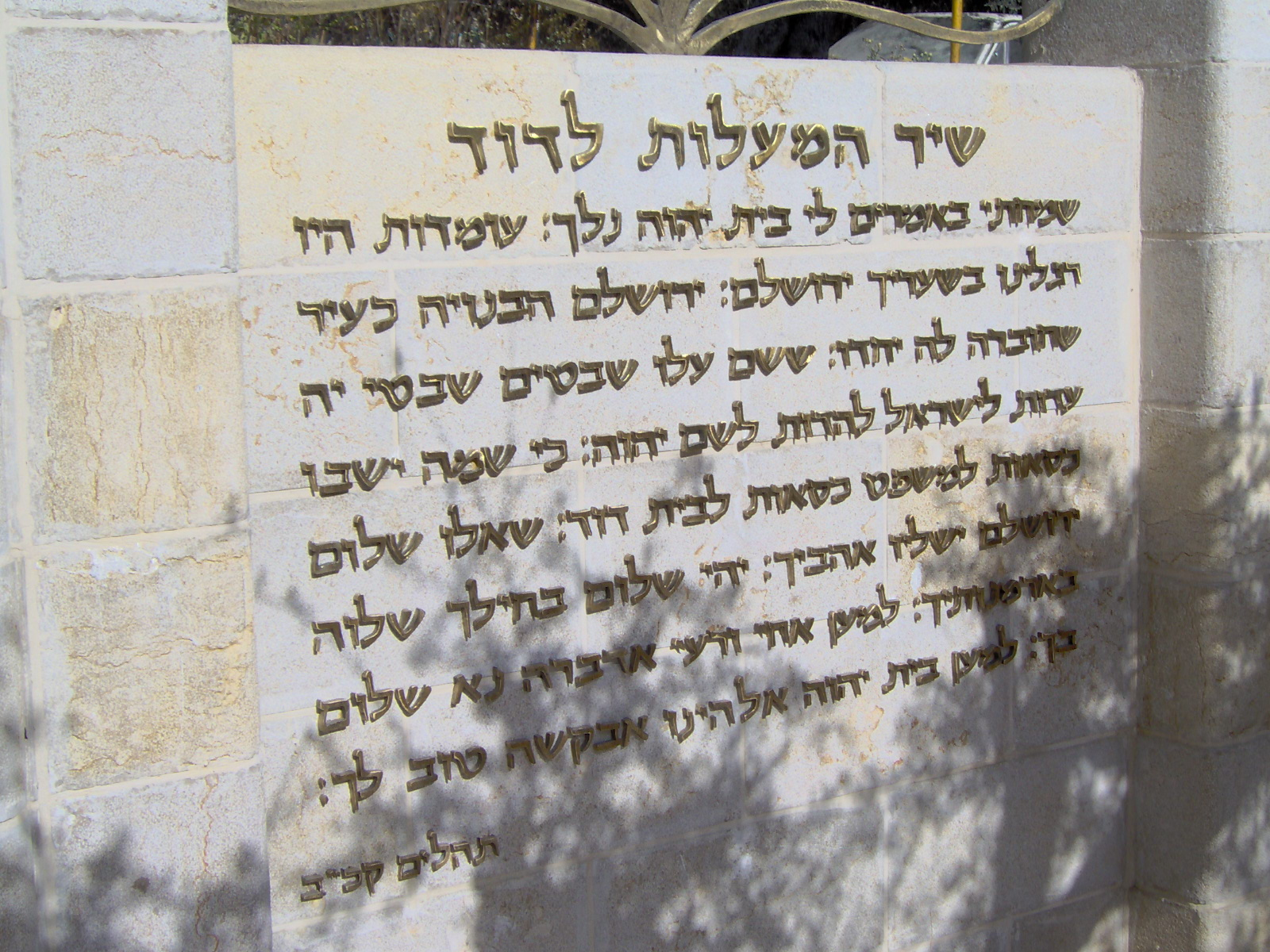
Una de las canciones de ascensión, el Salmo 122, aparece en hebreo en las paredes de la entrada a la Ciudad de David, Jerusalén.

Cánticos de Ascensión es el título que se da a quince de los Salmos, 120-134 (119-133 en la Septuaginta y la Vulgata), cada uno de los cuales comienza con la inscripción «Shir Hama'aloth» (שיר המעלות), o, en el caso del Salmo 121, Shir Lama'aloth (שיר למעלות). También se les llama de diversas maneras «Salmos graduales», «Quince salmos», «Cantos de los grados», «Cantos de los pasos», «cantos para subir a adorar» o «cantos de peregrinos».
Cuatro de ellos, los Salmos Salmo 122, Salmo 124, Salmo 131, y Salmo 133, están vinculados en sus atribuciones a David y uno, el Salmo 127) a Salomón. Tres de ellos, los Salmos 131, 133 y Salmo 134 tienen solo tres versículos. El más largo es el Salmo 132 con 18 versículos.
Muchos ven una estructura quiástica en estos Salmos, con el Salmo 127, un Salmo de Salomón, en el centro. Precedido y seguido por siete Salmos de ascensión, cada lado adornado con 24 apariciones de «Yahvé», una simetría numérica que evoca un significado divino.
12 de los 15 Salmos, excluyendo el Salmo 127, repiten frases de la bendición sacerdotal: «El Señor te guarde y te bendiga; que su rostro brille sobre ti», excepto por la inusual omisión de «que su rostro brille sobre ti».
La centralidad del Salmo 127, atribuido a Salomón, el constructor de la «casa» de Dios, resuena cuando los peregrinos cantan estos salmos en su viaje a la morada sagrada. La peregrinación comienza con referencias a lugares al norte y al sur de Israel, que representan la distancia desde el templo en el Salmo 120, y concluye con una bendición para los sirvientes del turno de noche del templo en el Salmo 134. Esta sutil sinfonía de equilibrio, bendiciones sacerdotales y referencias geográficas invita a la contemplación académica.

## Historia
Muchos estudiosos creen que el título indica que estos salmos eran cantados por los fieles mientras ascendían por el camino a Jerusalén para asistir a las Tres fiestas de peregrinaciónDeuteronomio 16:16. Otros piensan que los cantaban los cantantes levitas mientras subían los quince escalones para oficiar en el Templo de Jerusalén. Según una opinión, los levitas cantaron por primera vez los cánticos en la dedicación del templo de Salomón durante la noche del decimoquinto día de Tishri del 959 a. C. Otro estudio sugiere que fueron compuestos para una celebración después de la reconstrucción de los muros de Jerusalén por parte de Nehemías en el 445 a. C. Otros consideran que originalmente pueden haber sido poemas individuales que luego se recopilaron y recibieron el título que los vincula a la peregrinación después del cautiverio babilónico.
Eran muy adecuados para ser cantados por su forma poética y los sentimientos que expresan. «Se caracterizan por su brevedad, por una palabra clave, por la epanáfora, es decir, repetición, y por su estilo epigramamático... Más de la mitad son alegres y todos son esperanzadores». Como colección, contienen varias frases formuladas repetidas, así como un énfasis en Sion.
El Gran Rollo de los Salmos (11Q5), uno de los Rollos del Mar Muerto escritos entre 30-50 d. C. contiene un conjunto de salmos que coinciden parcialmente con los salmos canónicos. La mayoría de los salmos canónicos que contiene están en un orden diferente al de los Salmos, pero los Cantares de los ascensos se incluyen en su totalidad en su orden canónico.

## Texto
«(1) Cántico de Ascensión. Alzaré mis ojos a los montes: ¿de dónde vendrá mi socorro? (2) Mi socorro viene de Jehová, que hizo los cielos y la tierra. (3) No permitirá que tu pie resbale; el que te guarda no dormirá. (4) He aquí, el que guarda a Israel no duerme ni reposa. (5) El Señor es tu guardián; el Señor es tu sombra a tu diestra. (6) El sol no te golpeará de día, ni la luna de noche. (7) El Señor te guardará de todo mal; Él guardará tu alma. (8) El Señor velará por tu salida y tu entrada, desde ahora y para siempre». 